# طالبان پاکستان
جنبش طالبان پاکستان (TTP) که معمولاً طالبان پاکستان نامیده می‌شود، سازمانی فراگیر از گروه‌های شبه‌نظامی اسلام‌گرا است که در شمال‌غربی پاکستان، در مناطق قبیله‌ای فدرال در طول مرز افغانستان مستقر هستند.

## مرگبارترین حمله تروریستی تاریخ پاکستان
در صبح روز ۱۶ دسامبر ۲۰۱۴ (۲۵ آذر ۱۳۹۳) پنج مهاجم طالبان درحالی‌که یونیفورم ارتش پاکستان را بر تن داشتند، وارد ساختمان یک مدرسه وابسته به ارتش در شهر پیشاور شدند و ۱۴۹ تن از جمله ۱۳۳ دانش‌آموز را کشتند و ۱۲۲ تن دیگر را زخمی کردند. اغلب دانش‌آموزان این مدرسه فرزندان نظامیان ارتش بودند. طالبان هدف از این حمله را انتقام‌گیری از خانواده نظامیان ارتش عنوان کرد. نواز شریف نخست‌وزیر پاکستان این حمله را مرگبارترین حمله تروریستی تاریخ کشورش و عزای عمومی اعلام کرد.